# Carsten Fog Hansen
 Der er flere personer med dette navn, se Carsten Hansen.
Carsten Fog Hansen (født 1979) er en dansk forfatter.
Han debuterede i 2012 med biografien Lars Elstrup - fra indersiden om den tidligere danske fodboldlandsholdsspiller Lars Elstrup og skrevet i samarbejde med Jens "Jam" Rasmussen; bogen udkom hos Informations Forlag. I 2024 udkom en opdateret engelsk udgave af bogen, kaldet The Unhappy Hero, hos Pitch Publishing.
I 2013 udgav han bogen Mere økonomi for pengene hos forlaget People's Press.
I december 2016 udgav han bogen Klar tale hos Munksgaards Forlag. Bogen handler om at forbedre kommunikationen mellem medarbejdere for at bidrage til bedre arbejdsliv.